# 岡田忠養
岡田 忠養（おかだ ただやす、生没年不詳）は、幕末の幕臣（新規旗本）。岡田林次郎の子。通称は利喜次郎。官名は備後守、安房守。
安政2年（1855年）5月に下田奉行に任ぜられる。翌年ハリスと諸々の事案に対して談合をしたが、ハリスが上府を申し立てている最中に中村時万が着任し、職を離れた。のちに小普請奉行、作事奉行を歴任し、慶応3年（1867年）11月5日に勘定奉行並に就任し、翌2月16日に清水家小普請支配に転出している。 